# Roeien op de Olympische Zomerspelen 2008 (kwalificatie)
Deze pagina beschrijft de kwalificatie voor het roeitoernooi op de Olympische Zomerspelen 2008.

## Kwalificatie
Elk Nationaal Olympisch Comité kon in elk van 14 olympische roeiklassen één startplaats verdienen op de kwalificatietoernooien. Daarnaast gaf de olympische tripartitecommissie nog maximaal aan vier landen een startplaats. Dit waren meestal kleine landen die historisch gezien met maximaal zes sporters aan de Spelen deelnamen.
De bemanning van de roeiboten tijdens de Olympische Spelen kon afwijken van de bemanning die tijdens de kwalificatietoernooien roeide.

## Overzicht
| Land              | Mannen | Mannen | Mannen | Mannen | Mannen | Mannen | Mannen | Mannen | Vrouwen | Vrouwen | Vrouwen | Vrouwen | Vrouwen | Vrouwen | Boten | Roeiers |
| Land              | M1X    | M2-    | M2X    | M4-    | M4X    | M8+    | LM2X   | LM4-   | W1X     | W2-     | W2X     | W4X     | W8+     | LW2X    | Boten | Roeiers |
| ----------------- | ------ | ------ | ------ | ------ | ------ | ------ | ------ | ------ | ------- | ------- | ------- | ------- | ------- | ------- | ----- | ------- |
| Algerije          | X      |        |        |        |        |        | X      |        |         |         |         |         |         |         | 2     | 3       |
| Argentinië        | X      |        |        |        |        |        |        |        | X       |         |         |         |         |         | 2     | 2       |
| Australië         | X      | X      | X      | X      | X      | X      | X      | X      | X       | X       | X       | X       | X       | X       | 14    | 48      |
| België            | X      |        | X      |        |        |        |        |        |         |         |         |         |         |         | 2     | 3       |
| Brazilië          | X      |        |        |        |        |        | X      |        | X       |         |         |         |         | X       | 4     | 6       |
| Bulgarije         |        |        | X      |        |        |        |        |        | X       |         |         |         |         |         | 2     | 3       |
| Canada            |        | X      |        |        |        | X      | X      | X      |         | X       |         | X       | X       | X       | 8     | 34      |
| Chili             | X      |        |        |        |        |        |        |        | X       |         |         |         |         |         | 2     | 2       |
| China             | X      |        | X      | X      |        | X      | X      | X      | X       | X       | X       | X       |         | X       | 11    | 32      |
| Chinees Taipei    | X      |        |        |        |        |        |        |        |         |         |         |         |         |         | 1     | 1       |
| Colombia          | X      |        |        |        |        |        |        |        |         |         |         |         |         |         | 1     | 1       |
| Cuba              |        |        |        |        | X      |        | X      |        | X       |         |         |         |         | X       | 4     | 9       |
| Denemarken        |        | X      |        |        |        |        | X      | X      |         |         |         |         |         | X       | 4     | 10      |
| Duitsland         | X      | X      | X      | X      | X      | X      | X      | X      |         | X       | X       | X       | X       | X       | 13    | 47      |
| Egypte            | X      |        |        |        |        |        |        | X      | X       |         |         |         |         |         | 3     | 6       |
| El Salvador       |        |        |        |        |        |        |        |        | X       |         |         |         |         |         | 1     | 1       |
| Estland           | X      |        | X      |        | X      |        |        |        |         |         |         |         |         |         | 3     | 7       |
| Finland           |        |        |        |        |        |        |        |        |         |         |         |         |         | X       | 1     | 2       |
| Frankrijk         |        | X      | X      | X      | X      |        | X      | X      | X       | X       |         |         |         |         | 8     | 21      |
| Griekenland       | X      |        |        |        |        |        | X      |        |         |         |         |         |         | X       | 3     | 5       |
| Groot-Brittannië  | X      | X      | X      | X      |        | X      | X      | X      |         | X       | X       | X       | X       | X       | 12    | 43      |
| Honduras          | X      |        |        |        |        |        |        |        |         |         |         |         |         |         | 1     | 1       |
| Hongarije         |        |        |        |        |        |        | X      |        |         |         |         |         |         |         | 1     | 2       |
| Hongkong          | X      |        |        |        |        |        | X      |        | X       |         |         |         |         |         | 3     | 4       |
| Ierland           |        |        |        | X      |        |        |        | X      |         |         |         |         |         |         | 2     | 8       |
| India             | X      |        |        |        |        |        | X      |        |         |         |         |         |         |         | 2     | 3       |
| Irak              |        |        | X      |        |        |        |        |        |         |         |         |         |         |         | 1     | 2       |
| Iran              | X      |        |        |        |        |        |        |        | X       |         |         |         |         |         | 2     | 2       |
| Italië            |        | X      |        | X      | X      |        | X      | X      | X       |         | X       |         |         |         | 7     | 19      |
| Japan             |        |        |        |        |        |        | X      |        |         |         |         |         |         | X       | 2     | 4       |
| Kameroen          | X      |        |        |        |        |        |        |        |         |         |         |         |         |         | 1     | 1       |
| Kazachstan        |        |        |        |        |        |        |        |        | X       |         |         |         |         | X       | 2     | 3       |
| Kenia             | X      |        |        |        |        |        |        |        |         |         |         |         |         |         | 1     | 1       |
| Kroatië           |        | X      | X      |        |        |        |        |        |         |         |         |         |         |         | 2     | 4       |
| Litouwen          | X      |        |        |        |        |        |        |        |         |         |         |         |         |         | 1     | 1       |
| Mexico            | X      |        |        |        |        |        |        |        |         |         |         |         |         | X       | 2     | 3       |
| Monaco            | X      |        |        |        |        |        |        |        |         |         |         |         |         |         | 1     | 1       |
| Myanmar           |        |        |        |        |        |        |        |        | X       |         |         |         |         |         | 1     | 1       |
| Nederland         | X      |        |        | X      |        | X      |        | X      |         |         |         |         | X       | X       | 6     | 29      |
| Nieuw-Zeeland     | X      | X      | X      | X      |        |        | X      |        | X       | X       | X       |         |         |         | 8     | 16      |
| Noorwegen         | X      |        |        |        |        |        |        |        |         |         |         |         |         |         | 1     | 1       |
| Oekraïne          |        |        |        |        | X      |        |        |        |         |         | X       | X       |         |         | 3     | 10      |
| Oezbekistan       | X      |        |        |        |        |        |        |        |         |         |         |         |         |         | 1     | 1       |
| Polen             |        | X      |        |        | X      | X      |        | X      | X       |         |         |         |         |         | 5     | 20      |
| Portugal          |        |        |        |        |        |        | X      |        |         |         |         |         |         |         | 1     | 2       |
| Roemenië          |        |        |        |        |        |        |        |        |         | X       | X       |         | X       |         | 3     | 13      |
| Rusland           |        |        | X      |        | X      |        |        |        |         |         |         | X       |         |         | 3     | 10      |
| Servië            |        | X      |        |        |        |        |        |        | X       |         |         |         |         |         | 2     | 3       |
| Slovenië          |        |        | X      | X      | X      |        |        |        |         |         |         |         |         |         | 3     | 10      |
| Spanje            |        |        |        |        |        |        |        |        | X       |         |         |         |         |         | 1     | 1       |
| Tsjechië          | X      | X      |        | X      | X      |        |        |        | X       |         | X       |         |         |         | 6     | 14      |
| Uruguay           | X      |        |        |        |        |        | X      |        |         |         |         |         |         |         | 2     | 3       |
| Venezuela         | X      |        |        |        |        |        |        |        |         |         |         |         |         |         | 1     | 1       |
| Verenigde Staten  | X      | X      | X      | X      | X      | X      |        | X      | X       | X       | X       | X       | X       | X       | 13    | 45      |
| Wit-Rusland       |        |        | X      | X      | X      |        |        |        | X       | X       |         |         |         |         | 5     | 13      |
| Zimbabwe          |        |        |        |        |        |        |        |        | X       |         |         |         |         |         | 1     | 1       |
| Zuid-Afrika       |        | X      |        |        |        |        |        |        | X       |         |         |         |         | X       | 3     | 5       |
| Zuid-Korea        |        |        |        |        |        |        | X      |        | X       |         |         |         |         | X       | 3     | 5       |
| Zweden            | X      |        |        |        |        |        |        |        | X       |         |         |         |         |         | 2     | 2       |
| Zwitserland       | X      |        |        |        |        |        |        |        |         |         |         |         |         |         | 1     | 1       |
| Totaal: 60 landen | 33     | 14     | 15     | 13     | 13     | 8      | 20     | 13     | 26      | 10      | 10      | 8       | 7       | 17      | 207   | 550     |

## Kwalificatietijdlijn
| Toernooi                                  | Datum                          | Locatie        |
| ----------------------------------------- | ------------------------------ | -------------- |
| WK 2007                                   | 26 augustus - 2 september 2007 | München        |
| Afrikaanse Spelen 2007                    | 19-21 juli 2007                | Algiers        |
| Latijns-Amerikaanse kwalificatieregatta * | 16-18 november 2007            | Rio de Janeiro |
| Aziatische kwalificatieregatta            | 25-27 april 2008               | Shanghai       |
| Olympische kwalificatieregatta **         | 15-18 juni 2008                | Poznań         |

* Deelname vrij voor alle NOCs die lid waren van de Organización Deportiva Panamericana, met uitzondering van de Verenigde Staten en Canada.
** Deelname vrij voor alle NOCs behalve de onderdelen M1x, LM2x, W1x en LW2x waaraan NOCs uit Afrika, Azië en Latijns-Amerika niet mochten deelnemen.

## Mannen skiff
| #  | land | kwalificatietoernooi            | Plaats KT | Roeier                    |
| -- | ---- | ------------------------------- | --------- | ------------------------- |
| 1  | NZL  | WK 2007                         | 1         | Mahe Drysdale             |
| 2  | CZE  | WK 2007                         | 2         | Ondřej Synek              |
| 3  | NOR  | WK 2007                         | 3         | Olaf Tufte                |
| 4  | GBR  | WK 2007                         | 4         | Alan Campbell             |
| 5  | GER  | WK 2007                         | 5         | Marcel Hacker             |
| 6  | SWE  | WK 2007                         | 6         | Lassi Karonen             |
| 7  | BEL  | WK 2007                         | 7         | Tim Maeyens               |
| 8  | ARG  | WK 2007                         | 8         | Santiago Fernandez        |
| 9  | SUI  | WK 2007                         | 9         | André Vonarburg           |
| 10 | NED  | WK 2007                         | 10        | Sjoerd Hamburger          |
| 11 | AUS  | WK 2007                         | 11        | Peter Hardcastle          |
| 12 | CHN  | Aziatische regatta              | 1         | Zhang Liang               |
| 13 | IND  | Aziatische regatta              | 2         | Bajrang Lal Takhar        |
| 14 | IRI  | Aziatische regatta              | 3         | Mohsen Shadi              |
| 15 | HKG  | Aziatische regatta              | 4         | Law Hiu Fung              |
| 16 | UZB  | Aziatische regatta              | 5         | Ruslan Naurzaliev         |
| 17 | TPE  | Aziatische regatta              | 6         | Wang Ming-Hui             |
| 18 | EGY  | Afrikaanse Spelen               | 1         | Aly Ibrahim               |
| 19 | ALG  | Afrikaanse Spelen               | 3         | Chaouki Dries             |
| 20 | CMR  | Afrikaanse Spelen               | 5         | Paul Etia Ndoumbe         |
| 21 | KEN  | Afrikaanse Spelen               | 6         | Mathew Minanga Lidaywa    |
| 22 | BRA  | Latijns-Amerikaanse regatta     | 1         | Anderson Nocetti          |
| 23 | MEX  | Latijns-Amerikaanse regatta     | 2         | Patrick Loliger Salas     |
| 24 | CHI  | Latijns-Amerikaanse regatta     | 3         | Oscar Vasquez Ochoa       |
| 25 | VEN  | Latijns-Amerikaanse regatta     | 4         | Dhiso Hernandez Echezuria |
| 26 | URU  | Latijns-Amerikaanse regatta     | 5         | Leandro Salvagno Rattaro  |
| 27 | COL  | Latijns-Amerikaanse regatta     | 6         | Rodrigo Ideus Forero      |
| 28 | USA  | Olympische kwalificatie regatta | 1         | Kenneth Jurkowski         |
| 29 | LTU  | Olympische kwalificatie regatta | 2         | Mindaugas Griskonis       |
| 30 | EST  | Olympische kwalificatie regatta | 3         | Andrei Jämsä              |
| 31 | GRE  | Olympische kwalificatie regatta | 4         | Ioannis Christou          |
| 32 | HON  | Uitnodiging                     |           |                           |
| 33 | MON  | Uitnodiging                     |           |                           |

## Mannen twee zonder stuurman
| #  | land | kwalificatietoernooi            | Plaats KT | Roeiers                              |
| -- | ---- | ------------------------------- | --------- | ------------------------------------ |
| 1  | AUS  | WK 2007                         | 1         | Drew Ginn, Duncan Free               |
| 2  | NZL  | WK 2007                         | 2         | Nathan Twaddle, George Bridgewater   |
| 3  | GBR  | WK 2007                         | 3         | Colin Smith, Matt Langridge          |
| 4  | FRA  | WK 2007                         | 4         | Erwan Peron, Laurent Cadot           |
| 5  | RSA  | WK 2007                         | 5         | Ramon di Clemente, Donovan Cech      |
| 6  | SRB  | WK 2007                         | 6         | Goran Jagar, Nikola Stojic           |
| 7  | POL  | WK 2007                         | 7         | Piotr Hojka, Jaroslaw Godek          |
| 8  | USA  | WK 2007                         | 8         | Jason Read, Kyle Larson              |
| 9  | GER  | WK 2007                         | 9         | Andreas Penkner, Jochen Urban        |
| 10 | CRO  | WK 2007                         | 10        | Sinisa Skelin, Niksa Skelin          |
| 11 | DEN  | WK 2007                         | 11        | Morten Nielsen, Thomas Larsen        |
| 12 | CAN  | Olympische kwalificatie regatta | 1         | Dave Calder, Scott Frandsen          |
| 13 | ITA  | Olympische kwalificatie regatta | 2         | Giuseppe De Vita, Raffaello Leonardo |
| 14 | CZE  | Olympische kwalificatie regatta | 3         | Jakub Makovicka, Vaclav Chalupa      |

## Mannen dubbeltwee
| #  | land | kwalificatietoernooi            | Plaats KT | Roeiers                                 |
| -- | ---- | ------------------------------- | --------- | --------------------------------------- |
| 1  | SLO  | WK 2007                         | 1         | Luka Spik, Iztok Cop                    |
| 2  | FRA  | WK 2007                         | 2         | Jean-Baptiste Macquet, Adrien Hardy     |
| 3  | EST  | WK 2007                         | 3         | Jüri Jaanson, Tõnu Endrekson            |
| 4  | GBR  | WK 2007                         | 4         | Matthew Wells, Stephen Rowbotham        |
| 5  | BLR  | WK 2007                         | 5         | Dzianis Mihal, Stanislau Shcharbachenia |
| 6  | NZL  | WK 2007                         | 6         | Nathan Cohen, Matthew Trott             |
| 7  | CRO  | WK 2007                         | 7         | Mario Vekic, Ante Kusurin               |
| 8  | AUS  | WK 2007                         | 8         | Scott Brennan, David Crawshay           |
| 9  | USA  | WK 2007                         | 9         | Samuel Stitt, Matthew Hughes            |
| 10 | GER  | WK 2007                         | 10        | Christian Schreiber, Rene Burmeister    |
| 11 | BEL  | WK 2007                         | 11        | Stijn Smulders, Christophe Raes         |
| 12 | CHN  | Olympische kwalificatie regatta | 1         | Su Hui, Zhang Liang                     |
| 13 | RUS  | Olympische kwalificatie regatta | 2         | Alexander Kornilov, Alexey Svirin       |
| 14 | BUL  | Olympische kwalificatie regatta | 3         | Ivo Yanakiev, Martin Yanakiev           |
| 15 | IRQ  | Uitnodiging                     |           |                                         |

## Mannen vier zonder stuurman
| #  | land | kwalificatietoernooi            | Plaats KT | Roeiers                                  |
| -- | ---- | ------------------------------- | --------- | ---------------------------------------- |
| 1  | NZL  | WK 2007                         | 1         | Meyer, Dallinger, Murray, Bond           |
| 2  | ITA  | WK 2007                         | 2         | Mornati, Sartori, Mornati, Carboncini    |
| 3  | NED  | WK 2007                         | 3         | Cirkel, Vellenga, Gabriëls, Vermeulen    |
| 4  | GBR  | WK 2007                         | 4         | Williams, Reed, Partridge, Triggs-Hodge  |
| 5  | SLO  | WK 2007                         | 5         | Pirih, Rozman, Kolander, Pirih           |
| 6  | FRA  | WK 2007                         | 6         | Despres, Rondeau, Chardin, Mortelette    |
| 7  | CZE  | WK 2007                         | 7         | Horvath, Gruber, Bruncvik, Neffe         |
| 8  | USA  | WK 2007                         | 8         | Hoopman, Schnobrich, Lanzone, Volpenhein |
| 9  | GER  | WK 2007                         | 9         | Hauffe, Seifert, Kaeufer, Adamski        |
| 10 | IRL  | WK 2007                         | 10        | O'Neill, Folan, Casey, Martin            |
| 11 | BLR  | WK 2007                         | 11        | Lialin, Dzemyanenka, Nosau, Kazubouski   |
| 12 | AUS  | Olympische kwalificatie regatta | 1         | Alfred, Marburg, McKenzie, Hegerty       |
| 13 | CHN  | Olympische kwalificatie regatta | 2         | Zhang, Zhao, Guo, Song                   |

## Mannen dubbelvier
| #  | land | kwalificatietoernooi            | Plaats KT | Roeiers                                     |
| -- | ---- | ------------------------------- | --------- | ------------------------------------------- |
| 1  | POL  | WK 2007                         | 1         | Wasielewski, Kolbowicz, Jelinski, Korol     |
| 2  | FRA  | WK 2007                         | 2         | Bernard, Berrest, Coeffic, Bahain           |
| 3  | GER  | WK 2007                         | 3         | Bertram, Brodowski, Gruhne, Sens            |
| 4  | ITA  | WK 2007                         | 4         | Ghezzi, Gattinoni, Galtarossa, Raineri      |
| 5  | CZE  | WK 2007                         | 5         | Vitasek, Karas, Hanak, Jirka                |
| 6  | UKR  | WK 2007                         | 6         | Pavlovskyi, Prokopenko, Biloushchenko, Gryn |
| 7  | RUS  | WK 2007                         | 7         | Morgachev, Svirin, Kornilov, Bikua-Mfantse  |
| 8  | EST  | WK 2007                         | 8         | Taimsoo, Latin, Kuzmin, Raja                |
| 9  | USA  | WK 2007                         | 9         | Du Ross, McEachern, Schroeder, Flickinger   |
| 10 | AUS  | WK 2007                         | 10        | Morgan, Gatti, McRae, Kelly                 |
| 11 | CUB  | WK 2007                         | 11        | Cascaret, Fournier, Concepcion, Hernandez   |
| 12 | BLR  | Olympische kwalificatie regatta | 1         | Lemiashkevich, Novikau, Shurmei, Radzevich  |
| 13 | SLO  | Olympische kwalificatie regatta | 2         | Zupanc, Jurse, Jurse, Fistravec             |

## Mannen acht
| # | land | kwalificatietoernooi            | Plaats KT |
| - | ---- | ------------------------------- | --------- |
| 1 | CAN  | WK 2007                         | 1         |
| 2 | GER  | WK 2007                         | 2         |
| 3 | GBR  | WK 2007                         | 3         |
| 4 | USA  | WK 2007                         | 4         |
| 5 | POL  | WK 2007                         | 5         |
| 6 | CHN  | WK 2007                         | 6         |
| 7 | AUS  | WK 2007                         | 7         |
| 8 | NED  | Olympische kwalificatie regatta | 1         |

## Mannen lichte dubbeltwee
| #  | land | kwalificatietoernooi            | Plaats KT | Roeiers                                     |
| -- | ---- | ------------------------------- | --------- | ------------------------------------------- |
| 1  | DEN  | WK 2007                         | 1         | Mads Rasmussen, Rasmus Quist                |
| 2  | GRE  | WK 2007                         | 2         | Dimitrios Mougios, Vasileios Polymeros      |
| 3  | GBR  | WK 2007                         | 3         | Zac Purchase, Mark Hunter                   |
| 4  | AUS  | WK 2007                         | 4         | Samuel Beltz, Thomas Gibson                 |
| 5  | ITA  | WK 2007                         | 5         | Marcello Miani, Elia Luini                  |
| 6  | JPN  | WK 2007                         | 6         | Kazushige Ura, Daisaku Takeda               |
| 7  | HUN  | WK 2007                         | 7         | Zsolt Hirling, Tamás Varga                  |
| 8  | GER  | WK 2007                         | 8         | Joerg Lehnigk, Manuel Brehmer               |
| 9  | CHN  | WK 2007                         | 9         | Zhang Guolin, Sun Jie                       |
| 10 | FRA  | WK 2007                         | 10        | Fabrice Moreau, Frederic Dufour             |
| —  | AUT  | WK 2007                         | 11        | Juliusz Madecki, Sebastian Sageder          |
| 11 | HKG  | Aziatische regatta              | 1         | So Sau Wah, Chow Kwong Wing                 |
| 12 | IND  | Aziatische regatta              | 2         | Devender Kumar, Manjeet Singh               |
| 13 | KOR  | Aziatische regatta              | 3         | Park Tae-Hwan, Jang Kang-Eun                |
| 14 | ALG  | Afrikaanse Spelen               | 1         | Kamel Ait Daoud, Mohamed Garidi             |
| 15 | CUB  | Latijns-Amerikaanse regatta     | 1         | Eyder Batista Vargas, Yunior Perez Aguilera |
| 16 | BRA  | Latijns-Amerikaanse regatta     | 2         | Thiago Gomes, Thiago Almeida                |
| 17 | URU  | Latijns-Amerikaanse regatta     | 3         | Rodolfo Collazo Tourn, Angel Javier Garcia  |
| 18 | NZL  | Olympische kwalificatie regatta | 1         | Storm Uru, Peter Taylor                     |
| 19 | POR  | Olympische kwalificatie regatta | 2         | Pedro Fraga, Nuno Mendes                    |
| 20 | CAN  | Olympische kwalificatie regatta | 3         | Douglas Vandor, Cameron Sylvester           |

## Mannen lichte vier zonder stuurman
| #  | land | kwalificatietoernooi            | Plaats KT | Roeiers                                   |
| -- | ---- | ------------------------------- | --------- | ----------------------------------------- |
| 1  | GBR  | WK 2007                         | 1         | Chambers, Lindsay-Fynn, Mattick, Clarke   |
| 2  | FRA  | WK 2007                         | 2         | Solforosi, Pouge, Bette, Tilliet          |
| 3  | ITA  | WK 2007                         | 3         | Vlcek, Amarante, Amitrano, Mascarenhas    |
| 4  | CAN  | WK 2007                         | 4         | Brambell, Beare, Lewis, Parsons           |
| 5  | CHN  | WK 2007                         | 5         | Huang, Wu, Zhang, Tian                    |
| 6  | DEN  | WK 2007                         | 6         | Helleberg, Ebbesen, Joergensen, Andersen  |
| 7  | AUS  | WK 2007                         | 7         | Chisholm, Edwards, Cureton, Skipworth     |
| 8  | POL  | WK 2007                         | 8         | Randa, Pawelczak, Bernatajtys, Pawlowski  |
| 9  | EGY  | WK 2007                         | 9         | Ibrahim, Azouz, Gad, Ramadan              |
| 10 | NED  | WK 2007                         | 10        | van der Linden, Snijders, Lievens, Drewes |
| 11 | USA  | WK 2007                         | 11        | Bolton, Farrell, Todd, Paradiso           |
| 12 | GER  | Olympische kwalificatie regatta | 1         | Seibt, Schoemann-Finck, Kuehner, Kuehner  |
| 13 | IRL  | Olympische kwalificatie regatta | 2         | Moynihan, Towey, Archibald, Griffin       |

## Vrouwen skiff
| #  | land | kwalificatietoernooi            | Plaats KT | Roeier                         |
| -- | ---- | ------------------------------- | --------- | ------------------------------ |
| 1  | BLR  | WK 2007                         | 1         | Ekaterina Karsten-Khodotovitch |
| 2  | BUL  | WK 2007                         | 2         | Rumyana Neykova                |
| 3  | USA  | WK 2007                         | 3         | Michelle Guerette              |
| 4  | CZE  | WK 2007                         | 4         | Mirka Knapkova                 |
| 5  | CHN  | WK 2007                         | 5         | Zhang Xiuyun                   |
| 6  | NZL  | WK 2007                         | 6         | Emma Twigg                     |
| 7  | FRA  | WK 2007                         | 7         | Sophie Balmary                 |
| 8  | POL  | WK 2007                         | 8         | Julia Michalska                |
| 9  | SWE  | WK 2007                         | 9         | Frida Svensson                 |
| 10 | KOR  | Aziatische regatta              | 1         | Shin Yeong-Eun                 |
| 11 | KAZ  | Aziatische regatta              | 2         | Inga Dudchenko                 |
| 12 | HKG  | Aziatische regatta              | 3         | Lee Ka Man                     |
| 13 | IRI  | Aziatische regatta              | 4         | Homa Hosseini                  |
| 14 | MYA  | Aziatische regatta              | 5         | Latt Shwe Zin                  |
| 15 | RSA  | Afrikaanse Spelen               | 1         | Hendrika Geyser                |
| 16 | EGY  | Afrikaanse Spelen               | 3         | Imen Mustapha                  |
| 17 | ZIM  | Afrikaanse Spelen               | 4         | Elana Hill                     |
| 18 | CHI  | Latijns-Amerikaanse regatta     | 1         | Soraya Jadue Arriaza           |
| 19 | BRA  | Latijns-Amerikaanse regatta     | 2         | Fabiana Beltrame               |
| 20 | CUB  | Latijns-Amerikaanse regatta     | 3         | Maira Gonzalez Borroto         |
| 21 | ARG  | Latijns-Amerikaanse regatta     | 4         | Gabriela Best                  |
| 22 | ESA  | Latijns-Amerikaanse regatta     | 5         | Camila Vargas Palomo           |
| 23 | AUS  | Olympische kwalificatie regatta | 1         | Phillipa Savage                |
| 24 | ITA  | Olympische kwalificatie regatta | 2         | Gabriella Bascelli             |
| 25 | SRB  | Olympische kwalificatie regatta | 3         | Iva Obradovic                  |
| 26 | ESP  | Olympische kwalificatie regatta | 4         | Nuria Dominguez Asensio        |

## Vrouwen twee zonder stuurvrouw
| #  | land | kwalificatietoernooi            | Plaats KT | Roeiers                                |
| -- | ---- | ------------------------------- | --------- | -------------------------------------- |
| 1  | BLR  | WK 2007                         | 1         | Yuliya Bichyk, Natallia Helakh         |
| 2  | GER  | WK 2007                         | 2         | Nicole Zimmermann, Elke Hipler         |
| 3  | ROU  | WK 2007                         | 3         | Georgeta Damian, Viorica Susanu        |
| 4  | AUS  | WK 2007                         | 4         | Kim Crow, Sara Cook                    |
| 5  | NZL  | WK 2007                         | 5         | Juliette Haigh, Nicola Coles           |
| 6  | CHN  | WK 2007                         | 6         | Zhang Yage, Gao Yulan                  |
| 7  | USA  | WK 2007                         | 7         | Portia McGee, Anna Mickelson           |
| 8  | CAN  | WK 2007                         | 8         | Darcy Marquardt, Jane Rumball          |
| 9  | FRA  | Olympische kwalificatie regatta | 1         | Inene Pascal-Pretre, Stephanie Dechand |
| 10 | GBR  | Olympische kwalificatie regatta | 2         | Olivia Whitlam, Louisa Reeve           |

## Vrouwen dubbeltwee
| #  | land | kwalificatietoernooi            | Plaats KT | Roeiers                                          |
| -- | ---- | ------------------------------- | --------- | ------------------------------------------------ |
| 5  | CHN  | WK 2007                         | 1         | Li Qin, Tian Liang                               |
| 4  | NZL  | WK 2007                         | 2         | Georgina Evers-Swindell, Caroline Evers-Swindell |
| 1  | GBR  | WK 2007                         | 3         | Elise Laverick, Anna Bebington                   |
| 2  | ROU  | WK 2007                         | 4         | Ioana Papuc, Simona Musat                        |
| 3  | CZE  | WK 2007                         | 5         | Gabriela Varekova, Jitka Antosova                |
| 6  | GER  | WK 2007                         | 6         | Peggy Waleska, Christiane Huth                   |
| 7  | ITA  | WK 2007                         | 7         | Laura Schiavone, Elisabetta Sancassani           |
| 8  | USA  | WK 2007                         | 8         | Jennifer Kaido, Ala Piotrowski                   |
| 9  | UKR  | Olympische kwalificatie regatta | 1         | Kateryna Tarasenko, Jana Dementjeva              |
| 10 | AUS  | Olympische kwalificatie regatta | 2         | Sonia Mills, Catriona Sens                       |

## Vrouwen dubbelvier
| # | land | kwalificatietoernooi            | Plaats KT | Roeiers                                   |
| - | ---- | ------------------------------- | --------- | ----------------------------------------- |
| 1 | GBR  | WK 2007                         | 1         | Vernon, Flood, Houghton, Grainger         |
| 2 | GER  | WK 2007                         | 2         | Boron, Lutze, Oppelt, Schiller            |
| 3 | CHN  | WK 2007                         | 3         | Tang, Xi, Jin, Feng                       |
| 4 | UKR  | WK 2007                         | 4         | Kolesnikova, Huba, Olefirenko, Dementjeva |
| 5 | CAN  | WK 2007                         | 5         | de Jong, Hanson, Guloien, de Zwager       |
| 6 | USA  | WK 2007                         | 6         | Pernell, Malcos, Brown, Tomek             |
| 7 | AUS  | WK 2007                         | 7         | Ives, Mills, Sens, Pratley                |
| 8 | RUS  | Olympische kwalificatie regatta | 1         | Merk, Fedotova, Dorodnova, Kalinovskaya   |

## Vrouwen acht
| # | land | kwalificatietoernooi            | Plaats KT |
| - | ---- | ------------------------------- | --------- |
| 1 | USA  | WK 2007                         | 1         |
| 2 | ROU  | WK 2007                         | 2         |
| 3 | GBR  | WK 2007                         | 3         |
| 4 | AUS  | WK 2007                         | 4         |
| 5 | GER  | WK 2007                         | 5         |
| 6 | CAN  | Olympische kwalificatie regatta | 1         |
| 7 | NED  | Olympische kwalificatie regatta | 2         |

## Vrouwen lichte dubbeltwee
| #  | land | kwalificatietoernooi            | Plaats KT | Roeiers                                |
| -- | ---- | ------------------------------- | --------- | -------------------------------------- |
| 1  | AUS  | WK 2007                         | 1         | Amber Halliday, Marguerite Houston     |
| 2  | FIN  | WK 2007                         | 2         | Sanna Sten, Minna Nieminen             |
| 3  | DEN  | WK 2007                         | 3         | Katrin Olsen, Juliane Rasmussen        |
| 4  | GER  | WK 2007                         | 3         | Berit Carow, Marie-Louise Draeger      |
| 5  | GRE  | WK 2007                         | 5         | Chrysi Biskitzi, Alexandra Tsiavou     |
| 6  | CHN  | WK 2007                         | 6         | Xu Dongxiang, Chen Haixia              |
| 7  | CAN  | WK 2007                         | 7         | Lindsay Jennerich, Tracy Cameron       |
| 8  | GBR  | WK 2007                         | 8         | Helen Casey, Hester Goodsell           |
| 9  | JPN  | Aziatische regatta              | 1         | Akiko Iwamoto, Misaki Kumakura         |
| 10 | KAZ  | Aziatische regatta              | 2         | Natalya Voronova, Alexandra Opachanova |
| 11 | KOR  | Aziatische regatta              | 3         | Ko Young-Eun, Ji Yoo-Jin               |
| 12 | RSA  | Afrikaanse Spelen               | 1         | Alexandra White, Catherine Shaw        |
| 13 | CUB  | Latijns-Amerikaanse regatta     | 1         | Ismaray Marrero Aria, Yaima Velazquez  |
| 14 | MEX  | Latijns-Amerikaanse regatta     | 2         | Gabriela Huerta Trillo, Lila Perezrul  |
| 15 | BRA  | Latijns-Amerikaanse regatta     | 3         | Camila Carvalho, Luciana Granato       |
| 16 | NED  | Olympische kwalificatie regatta | 1         | Kirsten van der Kolk, Marit van Eupen  |
| 17 | USA  | Olympische kwalificatie regatta | 2         | Renee Hykel, Jennifer Goldsack         |

Atletiek · 
Badminton · 
Basketbal · 
Boksen · 
Boogschieten · 
Gewichtheffen ·
Gymnastiek · 
Handbal · 
Hockey · 
Honkbal · 
Judo · 
Kanovaren · 
Moderne vijfkamp · 
Paardensport · 
Roeien ·
Schermen · 
Schietsport ·
Schoonspringen ·
Softbal ·
Synchroonzwemmen ·
Taekwondo ·
Tafeltennis ·
Tennis ·
Triatlon ·
Voetbal · 
Volleybal ·
Waterpolo ·
Wielersport · 
Worstelen ·
Zeilen ·
Zwemmen